# Temporada 2020-2021 de la Liga de Béisbol Profesional de la República Dominicana
La temporada 2020-2021 de la Liga de Béisbol Profesional de la República Dominicana fue la 67.ª edición de este campeonato. La temporada regular comenzó el 15 de noviembre de 2020 y finalizó el 23 de diciembre de 2020. El Mini play off se jugó en los días 27 y 28 de diciembre. Los play off se jugaron del 2 de enero de 2021 al 9 de enero de 2021. La Serie Final se llevó a cabo, iniciando el 11 de enero y concluyendo el 18 de enero de 2021 con el triunfo de las Águilas Cibaeñas quienes lograron su vigésimo segundo título al vencer a los Gigantes del Cibao.
La temporada fue dedicada a la memoria del expresidente de los Tigres del Licey Don José Manuel Fernández.